# Cricotopus argutus
Cricotopus argutus är en tvåvingeart som beskrevs av Oskar Augustus Johannsen 1932. Cricotopus argutus ingår i släktet Cricotopus och familjen fjädermyggor. Inga underarter finns listade i Catalogue of Life.